# El tuerto y los ciegos
El tuerto y los ciegos es una canción publicada por Sui Generis en el disco Pequeñas anécdotas sobre las instituciones. La canción es una oda a la locura, relatando cómo una mujer llamada Casandra (la locura) llega a la vida del hablante lírico, y luego (en los estribillos) se entabla un monólogo en donde él le da la bienvenida a su vida. El personaje es extraído del mito de Casandra, quien tiene el don de predecir lo que sucederá en el futuro, pero la desdicha de que nadie puede creer en su palabra. 

## Intérpretes
- Nito Mestre: Voz principal, guitarra acústica y flauta traversa.
- Charly García: Guitarra, segunda voz y coros.
- Rinaldo Rafanelli: Bajo.
- Oscar Moro: batería.
- Jorge Pinchevsky: Violín.

- Datos: Q5826966